# Satxíkovo
Satxíkovo (en rus: Сачиково) és un poble de la República de Marí El, a Rússia, que en el cens del 2010 tenia 146 habitants. Pertany al districte rural de Kozmodemiansk.